# Charles Borel-Clerc
Charles Borel-Clerc (* 22. September 1879 in Nay/Pyrénées-Atlantiques; † 9. April 1959 in Cannes) war ein französischer Komponist.
Borel-Clerc studierte am Konservatorium von Toulouse und am Pariser Konservatorium. 1903 debütierte er als Komponist mit dem Chanson Amour de trottin, das er für Félix Mayol geschrieben hatte. Ebenfalls für Mayol entstanden La Matchiche (arrangiert im Auftrag des Verlegers Ricordi) und La baltique. Nach dem Erfolg von La Matchiche wurden seine Chansons von Interpreten wie Dranem (Pétronille, tu sens la menthe), Adolphe  Bérard (Lison-Lisette, Le train  fatal, Monte  là-dessus,  tu verras Montmartre, L’amour brisé, Yorima et L’étendard), Fortugé (C’est jeune et ça ne sait pas) und Yvonne Georges (C’est pour ça qu’on s’aime) gesungen.
1918 komponierte er mit Lucien Boyer La Madelon de la victoire für Rose Amy, die das Chanson bei der Grande Revue im Casino de Paris interpretierte; Maurice Chevalier nahm es im Folgejahr in sein Repertoire auf. Mit Ma pomme (1936), Ah! Si vous connaissiez ma poule (1938) und Marche de Ménilmontant (1941) sang Chevalier später drei seiner erfolgreichsten Kompositionen. In den 1930er und frühen 1940er Jahren komponierte Borel-Clec außerdem Chansons für Mistinguett (Une femme qui passe), Damia (J’ai rêvé cette nuit), Édith Piaf (Fais-moi valser, Les deux copains), Jean Lumière (Maman vous êtes la plus jolie, Comme le temps passe, Je parle à la nuit), Tino Rossi (Faisons notre bonheur nous-mêmes, D’un bateau, Vous n’êtes pas venu dimanche, On dit ça), Saint-Granier (Elle ressemble à sa mère, Quand c’est une femme, C’est jeune et ça ne sait pas), Lucienne Boyer (Un amour comme le nôtre, C’est un chagrin de femme) und Alibert (Tout le pays l’a su, C’est un petit square, Dans ma péniche, C’est un souvenir de Paris, C’est pour ta fête). 
1943 komponierte er Ah! Le petit vin blanc nach einem Text von Jean Dréjac für Lina Margy und Avec toi, c’est toujours dimanche für Reda Caire. Nach dem Zweiten Weltkrieg konnte er nochmals an seine Erfolge anknüpfen mit Chansons für Lily Fayol (La cane du Canada, 1949), Anny Flore (Et les couples tournaient, 1949), Georges Guétary (Le bar des adieux, 1949, Le petit bal du samedi soir) und Les Frères Jacques (Les loups de mer). Die Chansons Borel-Clercs wurden auch in vielen Kino- und Fernsehfilmen, Serien und Dokumentarfilmen verwendet. Daneben komponierte er auch Unterhaltungsmusik wie den Marsch La Sorella für Blasorchester.